# Kassita
Kassita (in berbero: ⴽⴰⵙⵉⵜⴰ; in arabo كاسيطا‎?) è un centro abitato del Marocco con una popolazione di 2.675 persone (censimento del 2014). La cittadina, il cui nome deriva dallo spagnolo casita ("piccola casa"), è situata nelle montagne più alte della campagna nel nord del Marocco nella provincia di Driouch e appartiene alla tribù Ait Touzine.
Kassita si trova all'incrocio delle strade che portano a Nador, Al Hoceima e Taza. Dista 100 km da Nador, 60 km da Al Hoceima e 100 km da Taza. Quasi tutti gli autobus fermano a Kassita diretti a Rabat, Casablanca a ovest, Al Hoceima, Tangeri a nord, Nador e Oujda a est. Gli aeroporti più vicini sono l'aeroporto Nador Al-Orwi, a 80 km, e l'Aeroporto di al-Hoseyma-Cherif Al Idrissi, a 50 km. Sebbene sia una piccola città, ci sono molti negozi, caffetterie e ristoranti. Le banche hanno anche cabine telefoniche, una stazione di polizia, due stazioni di rifornimento, scuole, scuole superiori e moschee.